# قصر هانسين

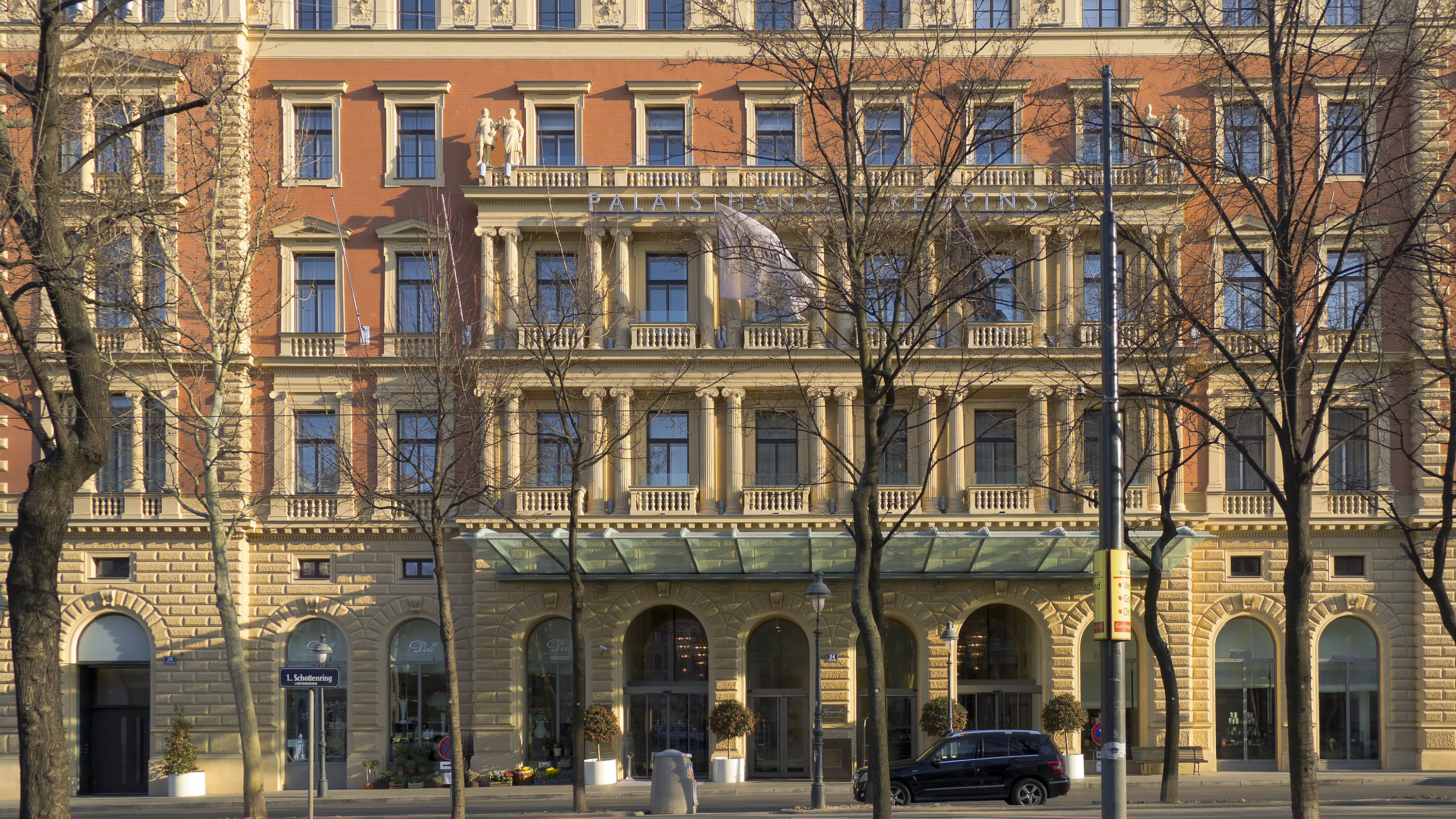
منتصف واجهة المبنى

قصر هانسين (أخذ هذا الأسم منذ عام 2000 تقريباً) وهو قصر مصمم بنمط عمارة عصر النهضة الجديدة بني بين الأعوام 1869 حتى 1873 وهو يتبع لسلسلة الفنادق كمبنسكي ويقع في فيينا، النمسا.

‌